# Samuel Young (Politiker, 1822)

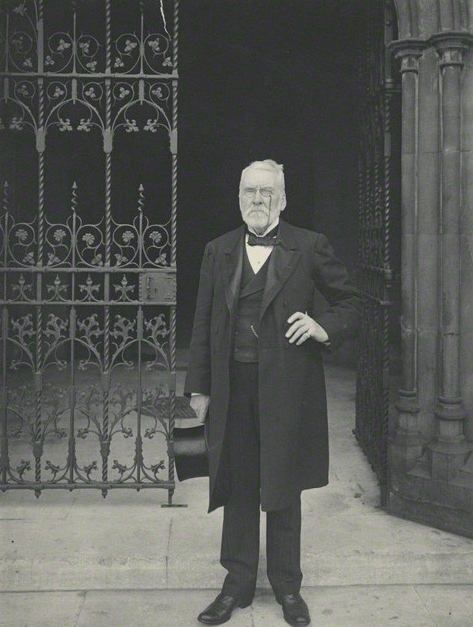
Photographie von 1902

Samuel Young (* 14. oder 26. Februar 1822 bei Portaferry im County Down, Vereinigtes Königreich Großbritannien und Irland; † 18. April 1918) war ein protestantisch-nationalistischer irischer Politiker und Brauer. Er war von 1892 bis 1918 für den Wahlkreis East Cavan Abgeordneter des britischen Unterhauses und hält den Rekord für das höchste innerhalb der Amtszeit in diesem Parlament erreichte Alter.
Young wurde im Weiler Dunevelly (auch Dunevly bzw. Dunavly) zwischen den Orten Portaferry und Portavogie auf der Ards-Halbinsel (irisch Aird Uladh) an der Irischen See im Osten der Grafschaft Down (eine der sechs historischen Grafschaften des heutigen Nordirlands) als dritter Sohn in eine protestantische Familie geboren. Seine Eltern waren der Bauer Samuel Young sr. und dessen Frau Sarah, Tochter eines Arthur Black aus Ballyhaft bei Newtownards. Er besuchte die Old Presbyterian School in Belfast und betrieb später einen Tuchhandel. 1872 eröffnete er gemeinsam mit einem Geschäftspartner eine Brauerei in Limavady, einer seiner Angestellten war der spätere Vorsitzende der Irish Parliamentary Party (IPP) und der Nationalist Party Joseph Devlin.
Trotz seines protestantischen Glaubens war er Unterstützer der Abschaffung der Church of Ireland und befürwortete eine Irische Selbstverwaltung. Bei der britischen Unterhauswahl 1892 gewann er als Kandidat der Irish National Federation (INF) ein Parlamentsmandat. 1894 gründete er das Ulster Liberal Land Committee, 1896 wurde er Mitglied der Royal Commission for Liquor Licensing Laws.
Im Gegensatz zur Mehrheit der INF vertrat Young konservative Ansichten. Er war gegen die Gaelic League und wurde 1900 von der United Irish League (UIL) kritisiert, weil er an einer Gartenparty im Buckingham Palace teilnahm. Obwohl er der INF folgte, indem er sich dem Zusammenschluss mit der UIL in der wiedervereinigten IPP anschloss, wurde er erneut kritisiert, weil er der Krönung König Eduard VII. beiwohnte. Er verteidigte sich als "loyaler Untertan" und forderte, dass Irland unter Home Rule (Selbstverwaltung) die britische Monarchie beibehalten und die Streitkräfte mit Großbritannien teilen sollte.
Samuel Young hielt seinen Parlamentssitz und musste sich bis zu seinem Tode 1918 im Alter von 96 Jahren keiner weiteren Opposition stellen. Er war das älteste aktive Mitglied eines britischen Parlaments seit Francis Knollys dem Jüngeren (1552–1648).